# Папужка червоногорлий
Папужка червоногорлий (Lathamus discolor) — вид папугоподібних птахів родини Psittaculidae. Ендемік Австралії.

## Поширення
Цей вид гніздиться в Тасманії, переважно вздовж південно-східного узбережжя від Сент-Геленс до Саутпорту з невеликою гніздовою популяцією на півночі поблизу Делорейна. Після розмноження птахи розселяються по Тасманії, перш ніж мігрувати на північ до материкової Австралії. У більшості років значна частина популяції зимує в центральній частині Вікторії, а менша кількість птахів зимує далі. Однак у періоди надзвичайної посухи в центральній частині Вікторії папуги здійснюють широкомасштабні переміщення до вологих прибережних районів Нового Південного Уельсу. Невеликі зграї регулярно реєструються в Квінсленді та Австралійській столичній території. Ареал у Південній Австралії, схоже, скоротився, лише нерегулярні записи про невеликі зграї або окремих птахів із південного сходу штату.
Зазвичай мешкає у лісах, узліссях, сільськогосподарських угіддях і насадженнях, а також у містах.
За оцінками 2011 року, популяція, ймовірно, містить близько 2000 статевозрілих птахів і скорочується.

## Опис
Папуга досягає довжини тіла 25 см і важить від 46 до 76 г. Статевий диморфізм присутній, але не дуже виражений.
Оперення самців переважно яскраво-зелене. Воно світлішає і трохи жовтіє на нижній стороні тіла. Лоб, горло і передня половина щоки червоні і облямовані вузькою жовтою смугою. Корона темно-синя. Анальна область і підхвістя тьмяно-червоні. Підкрила, а також дзеркальце крил і малі криючі крил яскраво-червоні. Нижня сторона хвоста темно-сіра.
Самиця схожа на самця, але в цілому має тьмяніше забарвлення. Кількість червоного пір'я на морді трохи менше. Червоні ділянки на нижній стороні тіла також обмежені боками.

## Спосіб життя
Папуги зустрічаються невеликими групами або зграями від п'яти до тридцяти особин, у тому числі в період розмноження. В основному вони знаходять їжу на верхніх гілках квітучих евкаліптів. Насправді вони спускаються на землю лише тоді, коли п'ють або збирають опале насіння чи квіти.
Подібно до лорікетів, харчуються переважно квітковим пилком і, меншою мірою, квітковим нектаром. Язик пристосований до цієї дієти. На кінчику має щітоподібні сосочки. Вони також їдять фрукти та ягоди як місцевих, так і інтродукованих дерев і кущів, а також недозріле насіння трав, комахи і їхні личинки.
Парний зв'язок триває кілька років. Тварини гніздяться в порожнинах дерев евкаліптів. Гніздові отвори можуть бути дуже близько один до одного. У кладці 4-5 яєць. Насиджує лише самиця, а самець забезпечує її їжею. Пташенята вилітають у віці шість тижнів.